# Knowledge Masters
Le Knowledge Master Open (plus communément connu comme Knowledge Masters ou KMO) est une compétition portant sur des questions de culture générale se déroulant deux fois par an. Elle oppose diverses écoles à travers le monde, représentées chacune par un groupe d'étudiants qui devra répondre le plus rapidement et correctement possible à une série de questions à choix multiple. Ces questions peuvent porter sur quinze thèmes : l'histoire américaine, l'histoire du monde, le gouvernement, les évènements récents, l'économie et la loi, la géographie, la littérature, l'anglais, les mathématiques, les sciences physiques, la biologie, les sciences de la terre, la santé, les arts et les questions diverses.
La compétition a eu lieu pour la première fois en 1983 et opposait 74 écoles. En 2009, ce sont 45 000 participants venus de 3 000 établissements américains et d'autres pays.
La mascotte de cet évènement est un grand pingouin.